# Залесовский
Залесовский — поселок в Кетовском районе Курганской области. Входит в состав Колташëвского сельсовета.

## История
В 1966 г. Указом Президиума ВС РСФСР поселок кирпичного завода № 2 переименован в Залесовский.

## Население
| 1989 | 2002 | 2010 |
| ---- | ---- | ---- |
| 332  | ↘306 | ↗320 |